# Lijst van Curaçaose ministers van Economische Ontwikkeling
De minister van Economische Ontwikkeling van Curaçao is lid van de ministerraad van Curaçao. Het ambt bestaat sinds 10 oktober 2010 toen het eilandgebied Curaçao, na de opheffing van de Nederlandse Antillen, een land werd binnen het Koninkrijk der Nederlanden.
| N.º | Naam                         | Kabinet     | Periode                   | Partij | Opmerkingen                                                             |
| --- | ---------------------------- | ----------- | ------------------------- | ------ | ----------------------------------------------------------------------- |
| 1   | Abdul Nasser El Hakim        | Schotte     | 10-10-2010 t/m 29-09-2012 | MFK    | betwiste integriteit                                                    |
| 2   | José Jardim                  | Betrian     | 29-09-2012 t/m 31-12-2012 |        |                                                                         |
| 3   | Steven Martina               | Hodge       | 31-12-2012 t/m 07-06-2013 |        |                                                                         |
| 4   | Stanley Palm                 | Asjes       | 07-06-2013 t/m 31-08-2015 | PAIS   |                                                                         |
| (4) | Stanley Palm                 | Whiteman I  | 31-08-2015 t/m 30-11-2015 | PAIS   |                                                                         |
| 5   | Eugene Rhuggenaath           | Whiteman II | 30-11-2015 t/m 23-12-2016 | PAR    |                                                                         |
| 5   | Eugene Rhuggenaath           | Koeiman     | 23-12-2016 t/m 24-03-2017 | PAR    |                                                                         |
| 6   | Errol Goeloe                 | Pisas I     | 24-03-2017 t/m 29-05-2017 | KdNT   |                                                                         |
| (3) | Steven Martina               | Rhuggenaath | 29-05-2017 t/m 21-02-2019 | MAN    | opgestapt om onderzoek naar zijn zakelijke belangen vrij baan te geven. |
| 7   | Kenneth Gijsbertha (interim) | Rhuggenaath | 21-02-2019 t/m 27-08-2019 | MAN    |                                                                         |
| 8   | Giselle Mc William           | Rhuggenaath | 27-08-2019 t/m 22-05-2020 | MAN    |                                                                         |
| (3) | Steven Martina               | Rhuggenaath | 22-05-2020 t/m 02-06-2021 | MAN    |                                                                         |
| 9   | Ruisandro Cijntje            | Pisas II    | 22-09-2021 - heden        | PNP    | was vacant tussen 02-06-2021 en 22-09-2021                              |